# Вечная Бухара (строительный проект)
«Ве́чная Бухара́» (узб. «Boqiy Buxoro» / «Боқий Бухоро») – проект строительства в примыкающей к исторической части города Бухара зоне туристического центра (историко-этнографического парка).

## Описание
Проектом предусмотрена застройка расположенных на пересечении улиц академика Иброхима Муминова, Хамзы и Хафиза Таниша земель площадью 32.6 га. 29 находящихся в зоне реализации проекта государственных объектов предполагается перенести в другое место. Помимо этого предусматривается снос нескольких частных объектов. 
Территория располагается в буферной зоне объекта Всемирного наследия ЮНЕСКО «Исторический центр Бухары».

## История
26 декабря 2022 года на заседании правительства Узбекистана были озвучены планы по строительству в Бухаре туристического центра. 
В феврале 2024 года было объявлено, что две трети площади историко-этнографического парка займëт парк для прогулок, на территории будут размещены этнографический музей, исторические кварталы, чайханы и рестораны, традиционные дренажные системы и ремесленнические лавки. Судя по представленным застройщиком 3D-рендерам, «Вечная Бухара» будет состоять из блочных торговых комплексов в стиле модерн, бассейнов и объектов абстрактного искусства.
26 февраля 2024 года начался снос зданий. 
В июле 2024 появились сообщения о возможном переносе места реализации проекта. Информация была опровергнута хокимиятом Бухары.